# Jean Ledoux
Pour les articles homonymes, voir Ledoux.
Jean Ledoux, né le 25 avril 1935 à Beauchamp (Seine-et-Oise) et mort le 30 janvier 2019 à Biarritz, est un rameur d'aviron français.

## Palmarès

### Championnats du monde
- 1962 à Lucerne
  -  Médaille d'argent en quatre avec barreur[3]